# Американський пітбультер'єр

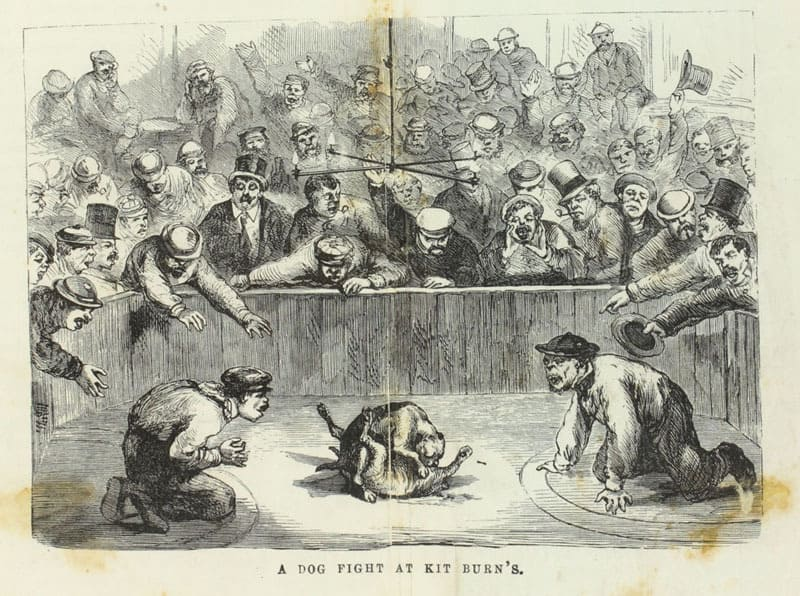
1868. Сполучені Штати Америки

Америка́нський пітбультер'є́р  (англ. American Pit Bull Terrier) — американська порода собак компаньйонів.
Шерсть коротка, гладка, щільно прилегла, блискуча. Допустимі будь-які забарвлення — суцільні й з мітками, колір не впливає на робочі якості. Вуха високо посаджені, можуть бути коротко підрізані. Хвіст іноді підрізають, проте це не визнається Об'єднаним клубом собаківництва.
Дванадцять країн Європи, а також Австралія, Канада, деякі частини Сполучених Штатів, Еквадор, Малайзія, Нова Зеландія, Пуерто-Рико, Сінгапур і Венесуела прийняли певну форму законодавства щодо породи собак типу пітбуль, включно з американськими пітбультер'єрами, починаючи від прямих заборон до обмежень і умов щодо власності. Кілька штатів Австралії накладають обмеження на породу, включаючи обов'язкову стерилізацію. Пітбультер'єри заборонені у Сполученому Королівстві, в канадській провінції Онтаріо та в багатьох місцях Сполучених Штатів.
Пітбультер’єри виконують роль собак-компаньйонів, робочих собак, атлетичних спортивних собак (підтягування тягарів, French Ring Sport, Top Dog), в дуже рідкісних випадках поліцейських собак і собак-терапевтів. Пітбультер'єри також становлять більшість собак, які використовуються для незаконних собачих боїв в Америці. Крім того, правоохоронні органи повідомляють, що цих собак використовують для інших мерзенних цілей, таких як охорона незаконних операцій з наркотиками, використання проти поліції та як собак для нападу.

## Історія породи

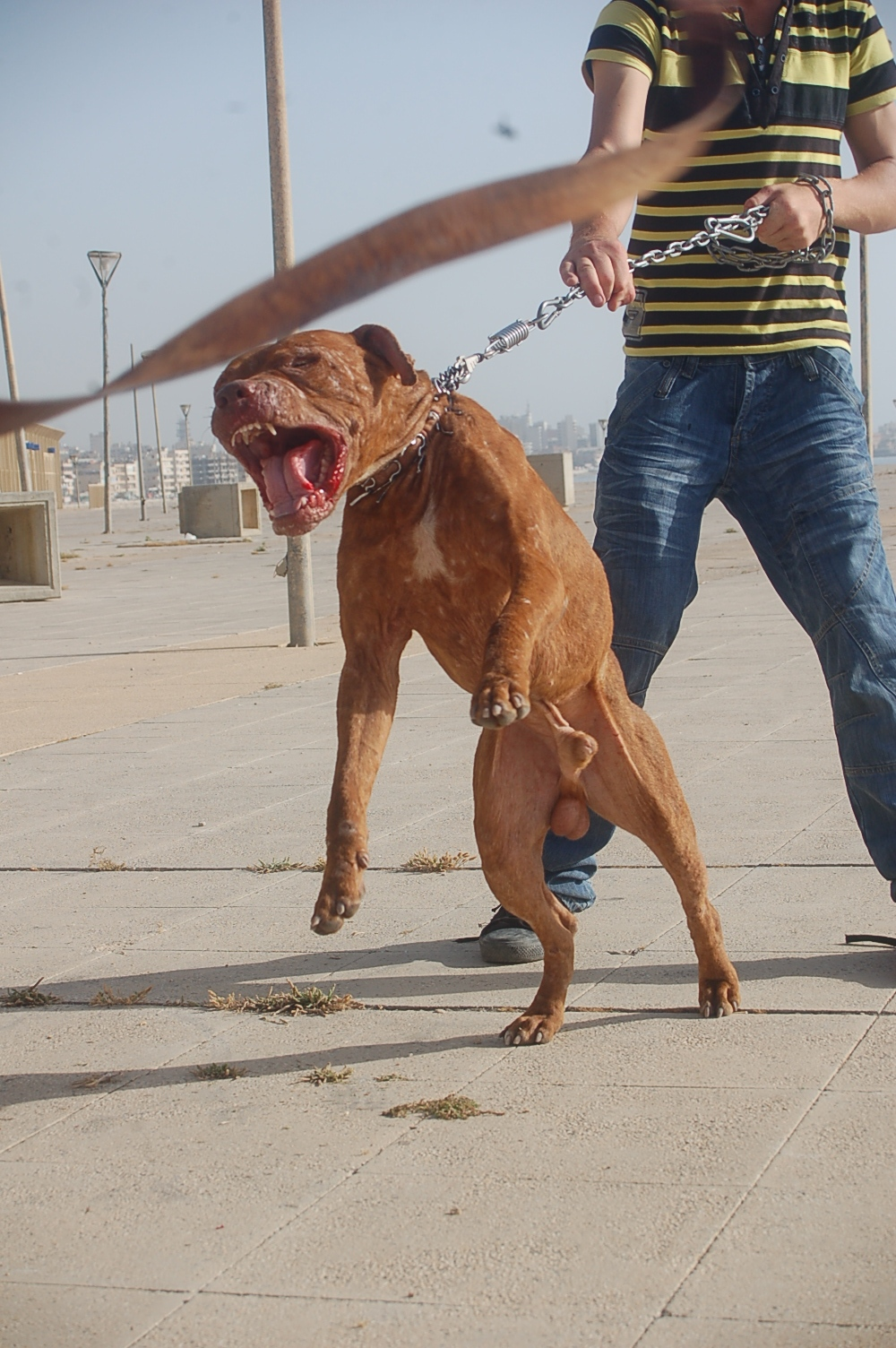
Америка́нський пітбультер'є́р

Американський пітбультер'єр завжди був популярною породою в США. Використовувався в собачих боях нарівні з деякими іншими породами собак, однак досить швидко витіснив їх з цього спорту. Порода склалася на основі Старо бульдога і тер'єра. Сила і прагнення до перемоги, властиві бульдогам, а також швидкість і реакція тер'єра, зробили цю собаку універсальною у своїй сфері використання. Крім того, у пітбультер'єрів, розвинені дуже високі здібності до навчання. У зв'язку із забороною собачих боїв у США була організована кампанія по забороні цієї породи в цілому, це стало дуже важким часом для пітбулів. У хід були пущені всі засоби, описувалися нещасні випадки за участю пітбулів, з жахливими подробицями подій. Сталася «міфологізація і демонізація» породи. Прикріпилися «ярлики» про надмірну агресивність і нечутливості до болю. Сьогодні Американський пітбультер'єр менш популярний як у самих США, також і у світі, особливо в порівнянні з піком своєї популярності в 1980-х у зв'язку зі звинуваченнями в невмотивованої агресії й несподіваних нападах на людей, хоча з правильною підготовкою АПБТ, може перетвориться в робочу собаку з великим полем діяльності охороняти й пасти худобу, полювати, працювати в поліції й знищувати гризунів і т. д. Хоча необхідно додати, що відсутність такої підготовки та утримання даної породи собак як домашніх улюбленців без будь-якого дресування часто призводить до того, що собака стає небезпечна для оточення , в т.ч. і для своїх господарів. Проте, було багато випадків коли собаки цієї породи атакували своїх господарів, дітей, кішок та собак з якими вони росли навіть в умовах правильного дресування й підготовки.
У вересні 2000 року Центри з контролю та профілактики захворювань США (CDC) опублікували дослідження, в якому розглядалися смертельні випадки, пов’язані з укусом собаки (смерть людини внаслідок укусу собаки), щоб «узагальнити породи собак, залучених до смертельних нападів на людей під час 20-річного періоду та оцінити наслідки для політики». Дослідження вивчило 238 смертельних випадків між 1979 і 1998 роками, в яких була відома порода собак. Було виявлено, що «дані вказують на те, що ротвейлери та собаки типу пітбулів становили 67% людських DBRF (смертельних випадків, пов’язаних з укусами собак) у Сполучених Штатах між 1979 і 1998 роками», і що «дуже малоймовірно, що вони були настільки розповсюдженою породою». Оскільки собак цієї породи був не такий високий відсоток, а відсоток смертей від собак цієї породи був дуже високим, виявляється, що існує специфічна для породи проблема зі смертельними наслідками».￼
До цього дня більшість вбивств (і просто нападів) собак у Сполучених Штатах відбуваються через пітбулів, не дивлячись на те що цих собак відносно небагато.

## Стандарт породи по UKC
- Країна походження: США.

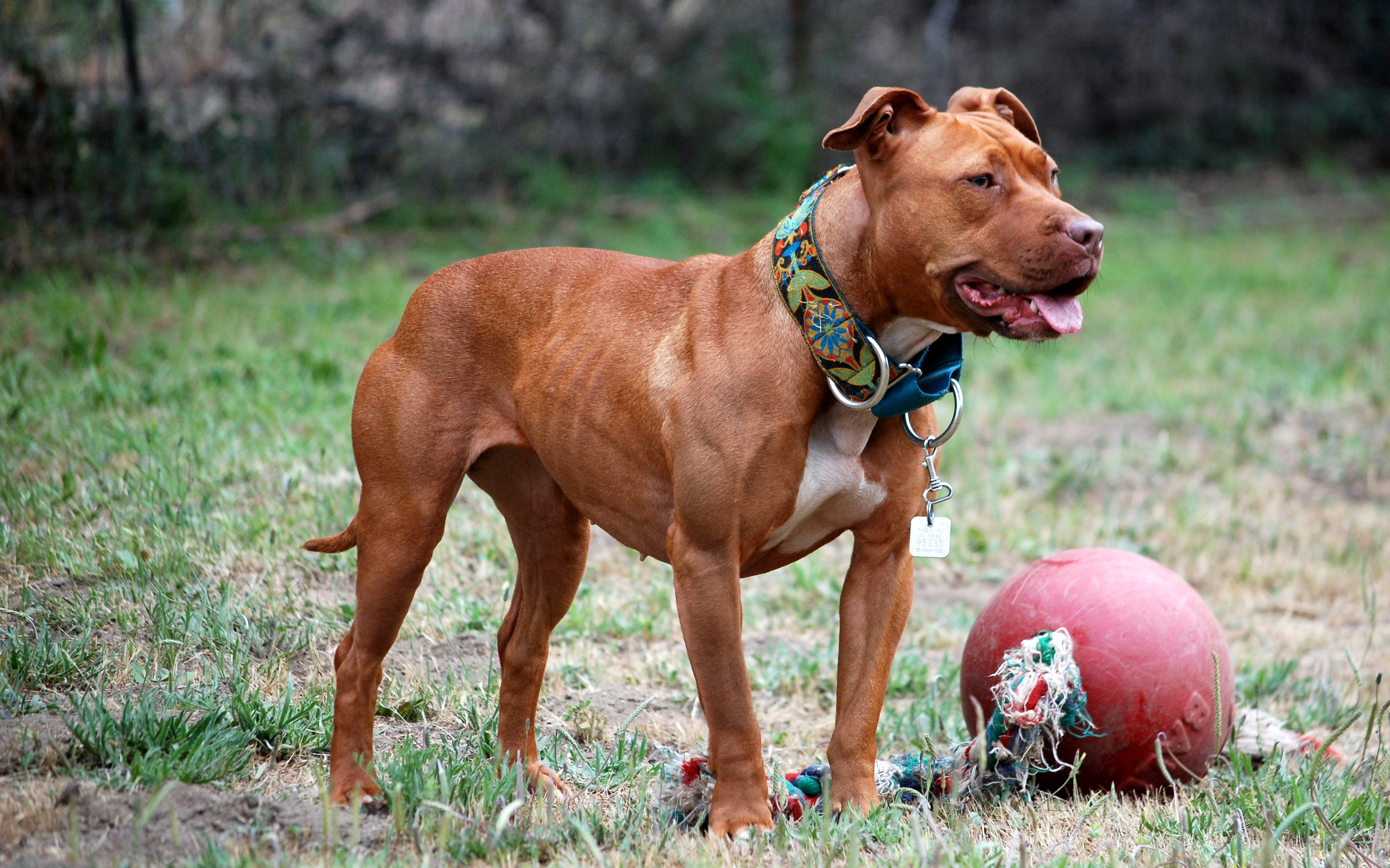
Америка́нський пітбультер'є́р

- Голова суха, середньої довжини, прямокутна, череп плоский і широкий між вухами, щоки опуклі.
- Морда квадратного формату, широка і глибока.
- Щелепи сильні, міцні.
- Прикус ножицеподібний.
- Вуха природні або підрізані, високо поставлені.
- Очі мигдалеподібні, середньопосаджені.
- Колір будь-який.
- Мочка носа будь-якого кольору з широко розкритими ніздрями.
- Шия суха, мускулиста, злегка опукла, розширюється до холки.
- Лопатки сильні, м'язисті, широкі й косо поставлені.
- Спина коротка і сильна, злегка похила від холки до основи хвоста.
- Поперек трохи опуклий. Живіт злегка підтягнутий.
- Грудна клітка глибока, але не дуже широка. Справжні ребра помірно опуклі, тісно прилягають одне до одного, еластичні, помилкові ребра довгі.
- Хвіст короткий у порівнянні з розміром собаки, низько поставлений, звужується до кінця.

У русі й при порушенні підіймається до лінії спини. Куций хвіст не допускається. 
- Кінцівки з довгими, округлими й міцними кістками без елементів грубості або завантаженості. Пясті прямі, стрімкі, міцні. Лапи середніх розмірів. Рухи легкі, пружні. Хода в розвалку або однохідь не допускаються. Стегна довгі, м'язисті. Скакальні суглоби низько опущені, плесна короткі, стрімкі.
- Шерсть блискуча, коротка, щільно прилегла, жорстка на дотик, без підшерстя; живіт без волосяного покриву.
- Забарвлення будь-які, білі плями допускаються.
- Вага — 15-27 кг[1].

## Джерело
- Э. де Приско, Дж. Б.Джонсон. «Малый атлас пород собак» Дюк